# Ingebrigt Johansson
Ingebrigt Johansson (Narvik, 24 de outubro de 1904 – Oslo, 24 de abril de 1987) foi um matemático norueguês. Desenvolveu o sistema lógico simbólico conhecido como lógica minimal.

## Vida e carreira
Johansson estudou matemática de 1923 a 1928 na Universidade de Oslo. Continuou os estudos em Bonn e Frankfurt am Main. Em 1931 obteve um doutorado na Universidade de Oslo, onde obteve um chamado para professor em 1942. Em 1937 foi eleito membro da Academia Norueguesa de Literatura e Ciências.
Foi palestrante convidado do Congresso Internacional de Matemáticos em Zurique (1932).